# バチッと!爆ハリ!
バチっと!爆ハリ!（バチっとばくハリ）は、2014年8月1日から2016年2月19日まで放送されていた千葉テレビ放送および吉本興業制作のバラエティ番組である。本稿では、2016年3月4日から2019年9月27日まで放送されていた続編で、ジャルジャルの冠番組であるジャルっと!爆ハリ!（ジャルっとばくハリ）についても説明する。

## 概要
2013年12月に千葉県内にオープンした「よしもと幕張イオンモール劇場」があるイオンモール幕張新都心を舞台に、出演者が様々な企画を行うという番組。なお、タイトルの「爆ハリ」とは、よしもと幕張イオンモール劇場で実際に行われているトークライブのタイトルであり、その模様も一部がそのまま放送されている。
2016年2月に番組は終了。翌3月からは、当番組にも出演していたジャルジャルによる関東初のレギュラー番組。千葉県内のロケ番組で、タイトルを一部引き継いだ事実上の後継番組である『ジャルッと!爆ハリ!』として放送された。この番組では、ロケ地が従来のイオンモール幕張新都心から県内各地（開始当初は柏駅周辺）となるが、「爆ハリ」の模様も引き続き番組後半で放送される。
〈番組ルール〉
- ①ジャルジャルが困っている人に解決方を提案・実行！
- ②お悩み解決した人の裁量でスタンプを押してもらう。
- ③ある程度貯まったらチバテレのエラい人に提出！
- ④功績が認められたらゴールデンも夢じゃない！？

## 番組史
- 2014年8月1日『バチっと!爆ハリ!』として放送スタート。2016年2月19日まで放送された。
- 2016年3月4日、『ジャルっと!爆ハリ!』がリニューアルして放送スタート。ジャルジャルとして初の関東レギュラーとなった。
- 2019年4月より23時台前半の通販枠と交換し、23:00〜23:30の放送となる。
- 2019年9月より番組最終回を迎える。

## 出演者

### メイン司会
- ジャルジャル（後藤淳平・福徳秀介）

『バチッと!爆ハリ!』時代より引き続き出演。

### 過去の出演者
2016年2月19日放送分まで出演。基本的には前半のイオンモール内でロケ企画、後半の「爆ハリ」ともに吉本興業所属のお笑い芸人が週替わりで出演。下記は、公式サイトに記載がある出演者であり、毎週出演しているわけではない。
- ピース（綾部祐二・又吉直樹）
- しずる（村上純・池田一真〈現：KAƵMA〉）
- ジューシーズ（赤羽健一・児玉智洋・松橋周太呂） - トリオ自体が2015年12月で解散したため、2016年からは公式サイトから削除されていた。

## スタッフ
- ナレーター：山田愛実（TEAM BANANA）
- 構成：遠藤敬、大塚智仁
- リサーチ：谷口雅人、高橋ときや、庄司卓生、藤井直樹
- スタイリスト：Shin
- メイク：穴山友紀（atelier jam）
- カメラ：山脇吉記
- 音声：椎根結花
- 編集：秋田正樹、渡辺篤
- MA：船木拓也、杉山正
- 音効：大貫孝輔
- 技術協力：スウィッシュ・ジャパン、麻布プラザ、ヴェントゥオノ
- AP：堀田光里
- AD：柳橋祥太
- ディレクター：石本典隆、島田健作、森山史崇
- 演出：山本カンスケ
- プロデューサー：秋山武保、加地信之、亀井俊徳、林敏博、加茂忠夫
- 撮影協力：イオンモール幕張新都心
- 協力：オフィスクライン
- 制作協力：よしもとクリエイティブ・エージェンシー
- 製作著作：チバテレ、吉本興業